# Schistomeringos macilenta
Schistomeringos macilenta är en ringmaskart som beskrevs av Oug 1978. Schistomeringos macilenta ingår i släktet Schistomeringos och familjen Dorvilleidae. Inga underarter finns listade i Catalogue of Life.